# Barrio Libertador
El Barrio Libertador es uno de los sectores que conforman la ciudad de Cabimas del estado Zulia (Venezuela). Pertenece a la parroquia Jorge Hernández.

## Reseña histórica
```
 El sector “Libertador” de la parroquia Jorge Hernández del municipio Cabimas, del estado Zulia formaba parte de dos fincas  llamadas “El Hatico” y “Barreto”. Los propietarios de la finca llamada “El Hatico” eran el Sr José Hernández Flores(+) y  Andocinda Morles de Hernández (+) ( Chinda) y la otra finca del Sr José Barreto (+), esto entre los años 1954 y 1958.
```

```
  El 2 de mayo del año 1959 hubo una inundación en el sector Tierra Negra de Cabimas quedado muchos habitantes damnificados y estos fueron reubicados por el gobierno nacional en una de esas fincas; lo que conllevó a construir varias barracas para albergar a estas familias, la que más tardes fueron invadiendo progresivamente estas fincas.
```

```
  En el año 1973 se constituyó o fundó la “Liga Juvenil “del sector, encargada del desarrollo deportivo, social y cultural; siendo presidida por el Lcdo. Pablo Alexis Pernalete.
```

```
  Posteriormente la Liga Juvenil dio origen a la conformación de la “Junta Promejora”, la cual  fueron presididas por el Sr Francisco Perozo (+) y el Sr Juan Sanoja (+).
```

```
  Luego la Junta Promejora dio paso a la conformación de la Asociación de Vecinos, la cual fueron presididas por el Sr Félix Martínez (+), el Prof. Jesús Morles y el Sr Quintín Lugo (+).
```

```
En el año 2007 fue fundado el consultorio médico de barrio adentro por la Sra Aura Bracho, el Sr José Antonio Medina y el prof Jesús Morles.
```

```
  El primer Consejo Comunal se constituyó en el año 2009, siendo su ámbito geográfico  el siguiente: Norte: Carretera “L” , Sur: Calle San Mateo, Este: Av. 32, y Oeste: Carretera Oriental; siendo sus fundadores el Sr. Anedo Leal, la Sra. Marlene Zea, el Prof Jesús  Morles, la Sra. Viriany de Morles, el Dr Edward Weir, el Sr Darwin Weir,  la Lcda. Norkis Vicuña, el Sr. Darwin Antúnez, el Sr Marcos Ollarves, el Sr José Antonio Medina y el Sr Freddy Álvarez entre otros.
 
  En el año 2011 de acuerdo a la adecuación de los consejos comunales se logró la sectorización, dividiéndose el sector en 2 consejos comunales.
```

## Ubicación
Se encuentra ubicado al norte (carretera L), al este (Av 32), al sur (calle San Mateo) y  al oeste (calle Oriental).

## Zona residencial
El Barrio Libertador cuenta con vías asfaltadas y algunas vías de tierra, en el sector hay un terreno que sirve de estadio de béisbol.
El sector actualmente está conformado por un total 2026 habitantes, integrados en 673 familias; los cuales están ubicados en 542 viviendas (conforme al último CENSO SOCIOECONÓMICO realizado entre  17 de mayo de 2019 y el 3 de junio de 2019 por el Consejo Comunal en  conjunto con los CLAP del sector).

## Transporte
No cuenta con transporte público.